# Бобровые блохи
Бобровые блохи, или бобровики (лат. Platypsyllinae) — подсемейство паразитических жуков из семейства лейодиды, включающее 4 рода и около 10 видов, в том числе, бобровую блоху Platypsyllus castoris. Ранее, отдельные роды этой группы рассматривались в качестве самостоятельных семейств (Leptinidae, Platypsyllidae, Silphopsyllidae).

## Распространение
Неарктика и Палеарктика.

## Описание
Мелкие жуки размером от 2—2,5 мм (Platypsyllus castoris) до 5,0 мм (Sylphopsyllus desmanae), у которых нет крыльев, надкрылья укорочены, глаз нет или сильно редуцированы, тело сплющено в дорзо-вентральном направлении. Эти жуки селятся на речных бобрах, выхухоли и, возможно, питаются их отмершей кожей. Другие виды являются эктопаразитами мелких грызунов и насекомоядных млекопитающих

## Систематика
- Leptinus Müller, 1817 — 6 видов в Неарктике и 3 вида в Палеарктике, эктопаразиты мелких грызунов и насекомоядных млекопитающих (Peck 1982)[6]
- Leptinillus Horn, 1882 — 2 вида, Неарктика, эктопаразиты грызунов, речных бобров (Castor Linnaeus, Castoridae) и аплодонтии, или горного бобра (Aplodontia Richardson, Aplodontidae)
- Silphopsyllus Olsufiev, 1923 — 1 вид, Палеарктика (Россия), эктопаразит водного насекомоядного млекопитающего выхухоли (Desmana moschata)
  - Silphopsyllus desmanae — жук-выхухолевик
- Platypsyllus Ritsema, 1869 — 1 вид, Голарктика, эктопаразит 2 видов бобров рода Castor (Castor fiber, Castor canadensis)
  - Platypsyllus castoris — бобровая блоха